# 1417 Walinskia
1417 Walinskia је астероид главног астероидног појаса чија средња удаљеност од Сунца износи 2,974 астрономских јединица (АЈ).
Апсолутна магнитуда астероида је 10,8 а геометријски албедо 0,145.